# Shaun Ross
Shaun Ross (New York, 10 maggio 1991) è un modello statunitense afroamericano albino. È anche un rapper e ballerino non professionista.

## Carriera
Shaun Ross è apparso in alcune riviste di moda come le edizioni inglesi di GQ, Paper Magazine, Another Man, quelle italiane di Vogue e quelle statunitensi di i-D. Ha inoltre sfilato per Alexander McQueen e Givenchy.
Crescendo, si è occupato di molte persecuzioni contro gli albini tra gli afroamericani e nelle comunità latino-americane. È stato spesso vittima di atti di bullismo dai suoi coetanei, che lo hanno chiamato spesso "cipria", "scolorina" e "Casper". Dopo aver ballato nella Alvin Ailey American Theater Company per cinque anni, è passato nel 2008 nell'industria della moda all'età di 16 anni. Rappresentato da Djamee Models a New York, è apparso nel video ufficiale del singolo E.T. della cantante statunitense Katy Perry. Nel 2013 ha preso parte a Tropico, short film della cantautrice statunitense Lana Del Rey, e durante le riprese dell'album Beyoncé di Beyoncé, appare nel video di Pretty Hurts.

## Agenzie
- Djamee Models - New York
- Nathalie Models - Parigi
- AMCK Models - Londra